# Fairbairn–Sykes commandodolk

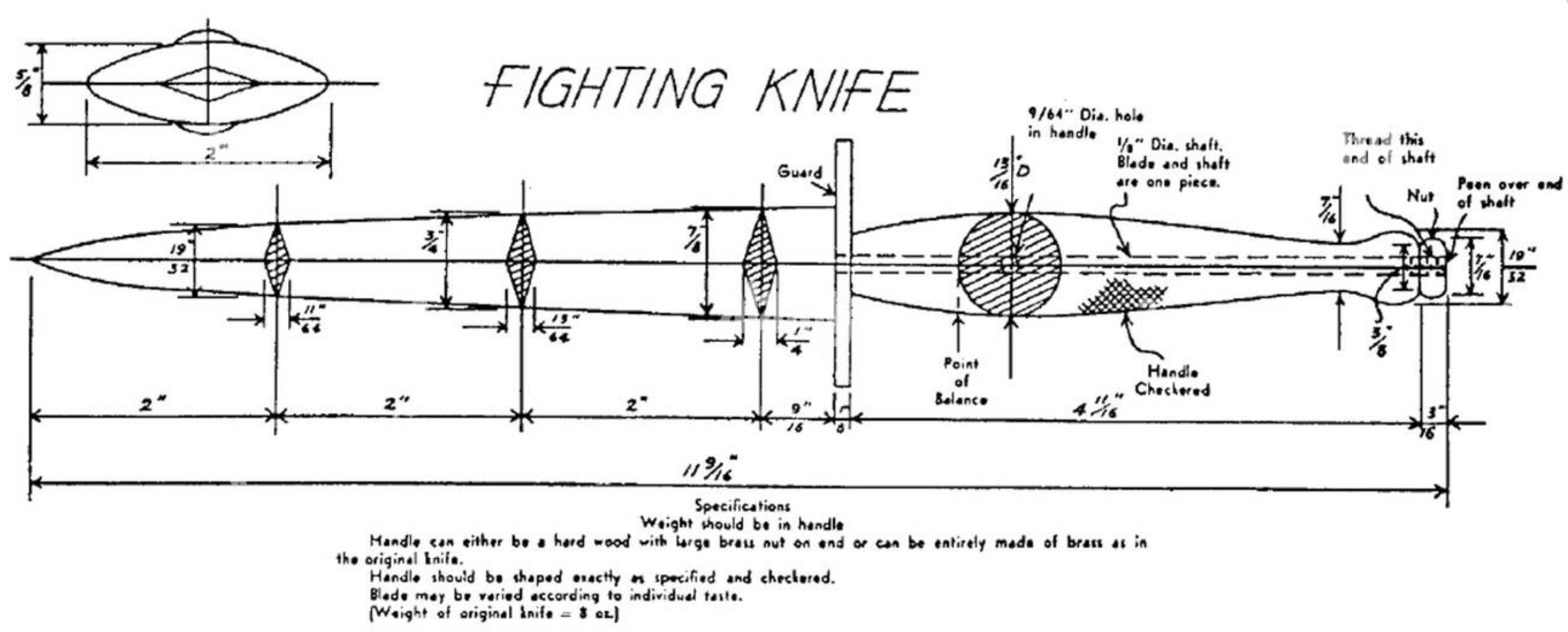
Schematische tekening van de F-S commandodolk (uit FMFRP 12-80 Kill or Get Killed (p69) van Lkol Rex Applegate, die ook met Fairbairn werkte)

De Fairbairn-Sykes Commandodolk is voor de Tweede Wereldoorlog ontworpen door de kapiteins William Ewart Fairbairn en Eric Anthony Sykes, van de politie in de Britse kolonie Shanghai.
Het wapen is vooral bekend geworden door het gebruik door Britse Commando's en Special Forces uit andere geallieerde landen tijdens de Tweede Wereldoorlog. 

Sindsdien heeft het wapen verschillende modificaties ondergaan. Het is nog steeds in productie.

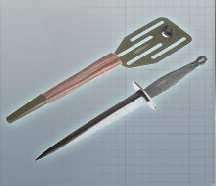
F-S Commandodolk gebruikt door de Amerikaanse OSS

Er bestaan veel variaties van de F-S Commandodolk met betrekking tot de afmetingen van het lemmet en de uitvoering van het heft. Het ontwerp van de F-S Commandodolk heeft gedurende de vele decennia het ontwerp van gevechtsmessen beïnvloed.
De F-S Commandodolk wordt nog steeds gebruikt door Britse commando's.

## Ontwerp
De F-S Commandodolk is speciaal ontworpen voor stille aanvallen op wachtposten en man-tegen-mangevechten. Het heeft een smal tweesnijdend lemmet dat gemakkelijk in een borstkas kan doordringen. Het “vaasvormige” heft geeft een goede grip. 

De totale lengte is ongeveer 279,4 mm (11,5 inch). 

Door de goede balans is de F-S Commandodolk ook geschikt om mee te werpen.

### Lemmet

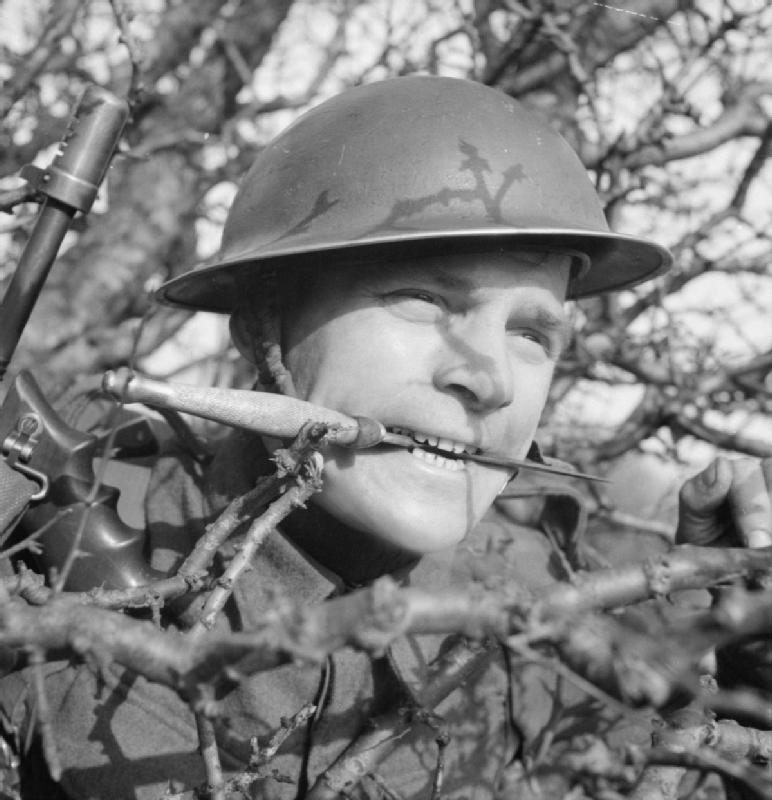
Een commando met zijn F-S Commandodolk in zijn mond, tijdens een training in Schotland in 1942

De lengte van het gesmede koolstofstalen lemmet was oorspronkelijk 165 mm (6,5 inch) en was zo gekozen dat het lemmet het lichaam nog ver genoeg kon binnendringen nadat het door van de dikste kleding was gegaan die naar verwachting in de oorlog zou worden gedragen, namelijk de 76 mm (3 inch) van het Russische winteruniform met overjas. 

Latere productieseries van de F-S commandodolk hebben een lemmetlengte van 178 mm (7 inch) of 191 mm (7,5 inch).
Met zijn spits toelopende, scherpe gepunte lemmet, wordt de F-S Commandodolk vaak beschreven als een stiletto, een steekwapen. maar de F-S commandodolk is ook geschikt om mee te snijden wanneer de snijvlakken volgens specificatie worden geslepen.

Het lemmet en de angel vormen één geheel. De angel heeft een diameter van 3mm en loopt door het gehele heft . Aan het uiteinde is een schroefdraad waarop een ronde messing moer wordt geschroefd om het heft vast te zetten. 

Het lemmet is 2,2 cm breed en 6,3 mm dik bij de basis. 

Vanaf 1942 werden de dolken zwart gecoat.

### Heft
Het heft heeft een opvallende “vaas”-vorm en was oorspronkelijk van messing, voor betere grip geribbeld met een ruitpatroon en 11,9 cm lang.

De licht S-vormige stootplaat is van 3 mm dik staal en is 5,1 cm lang en 2,2 cm breed. Modellen vanaf de tweede serie (aug ’41) hadden een rechte stootplaat.

Vanaf de derde serie (1943) werd het geribbelde messing heft  vervangen door een heft  van een niet-strategische legering met 27 concentrische ringen om de grip te bevorderen. Het nieuwe heft zou gemakkelijker te werpen zijn geweest en zou weinig of geen herstelwerk vereisen.

### Schede
De dolk werd geleverd in een lederen schede met een riempje met drukknoop. Latere modellen hadden een elastisch riempje. Aan de onderzijde van de schede zat een messing tip om te voorkomen dat de punt van dolk de schede doorboorde. 

Om de schede stevig vast te zetten om de dolk snel te kunnen trekken was de schede voorzien van vier lipjes waarmee deze aan kleding of uitrusting kon worden bevestigd.

## Emblemen
De F-S Commandodolk is een iconisch wapen van de Britse commando's, de Amerikaanse Office of Strategic Services (OSS) en Marine Raiders die hun “USMC Raider Stiletto” afleidden van de F-S Commandodolk), en andere speciale eenheden. 

De F-S Commandodolk komt onder andere voor in de emblemen van de Britse Royal Marine Commando’s, de Belgische en Franse Commando's en het Nederlandse Korps Commandotroepen (baretembleem en mouwembleem), die allemaal tijdens de Tweede Wereldoorlog opgericht zijn in het Verenigd Koninkrijk, en in de emblemen van de Australische Commando Regimenten, en de US Army Rangers, die beide opgericht zijn met de hulp van de Britse Commando's. 

Een massief gouden F-S Commandodolk is onderdeel van het Commando-monument in Westminster Abbey.

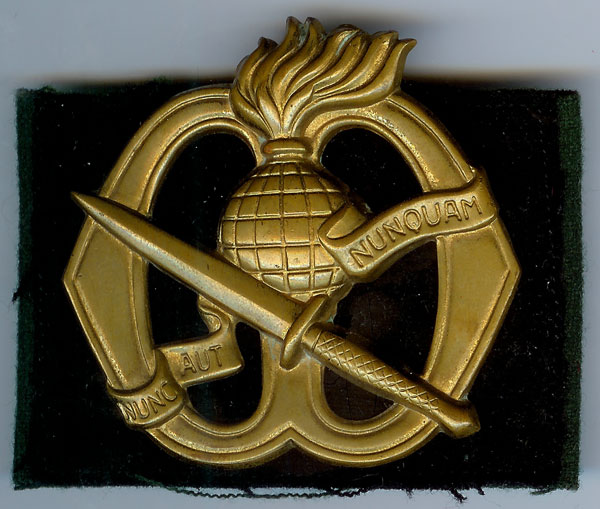
Baretembleem van het Nederlandse KCT
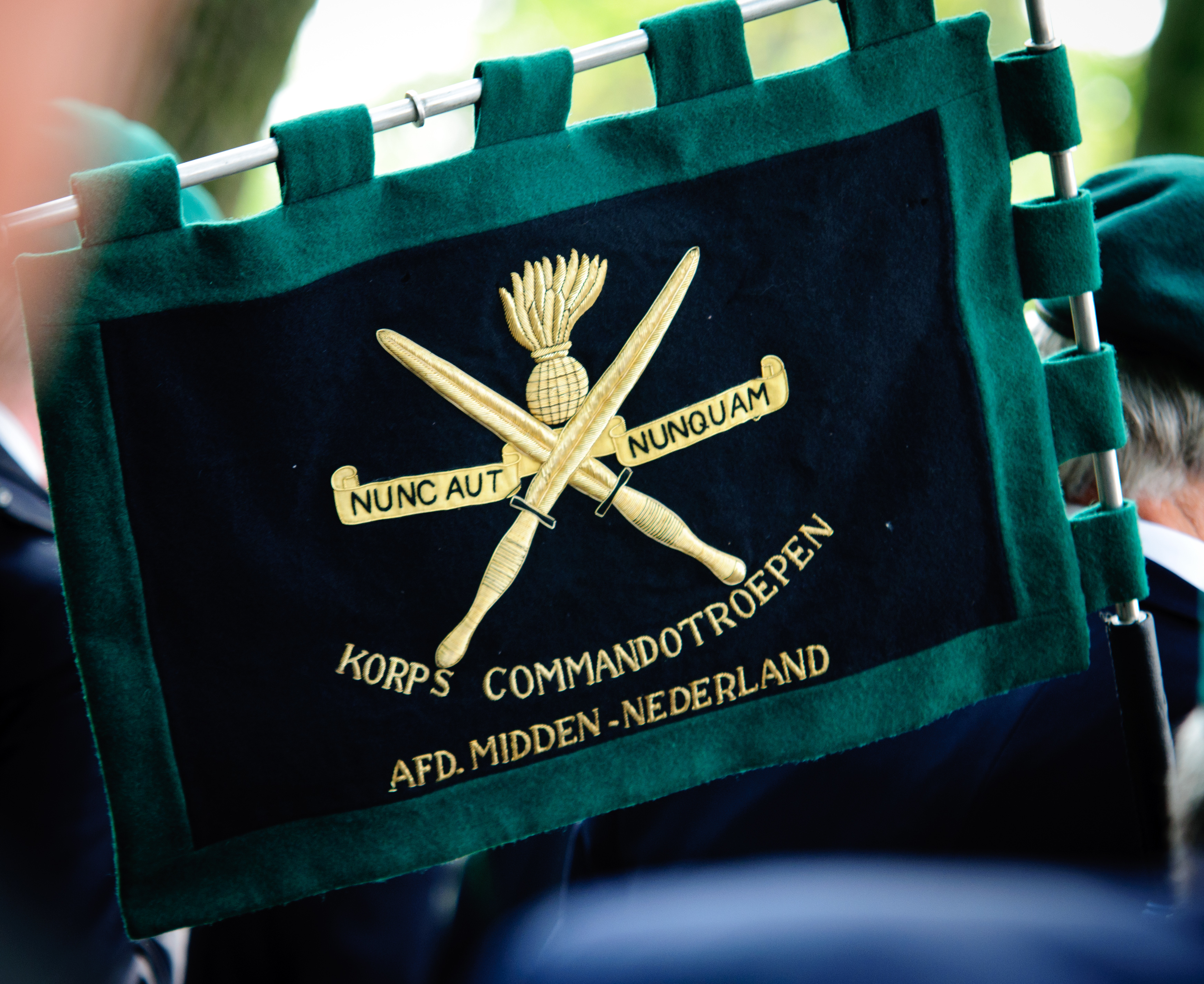
Richtvlag van het Nederlandse KCT
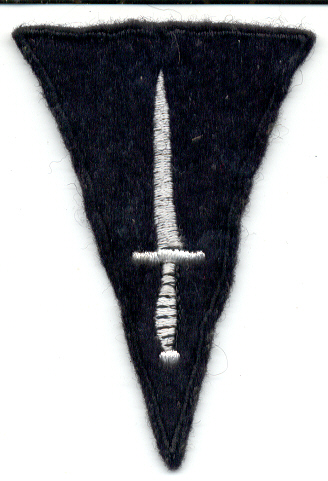
Mouwembleem Belgische Commando Regiment
Embleem 1e Australische Commando Regt.
Embleem 2e Australische Commando Regt.
Baretembleem Franse Commandos Marine
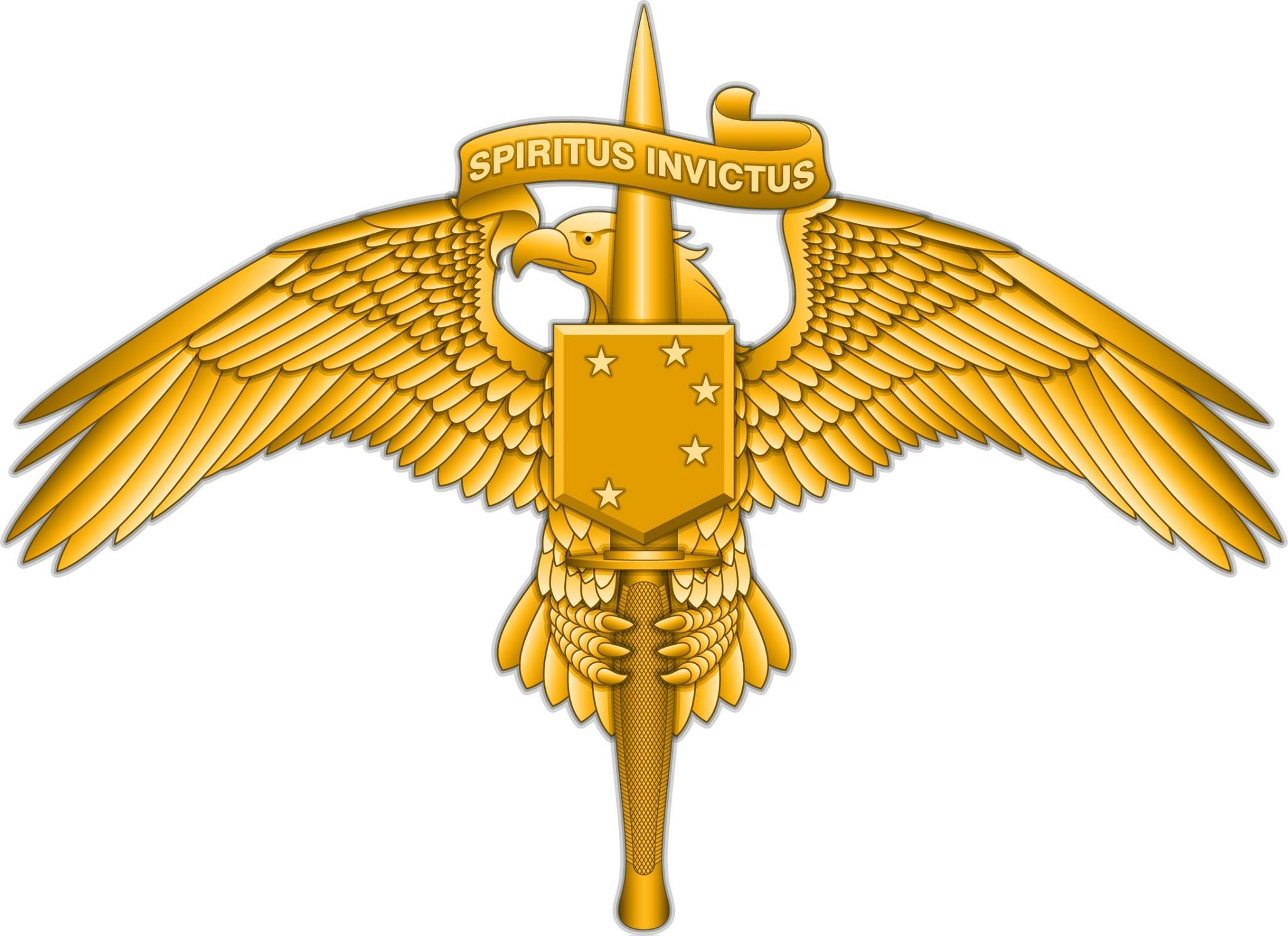
Embleem USMC SOC
Embleem USMC Raiders
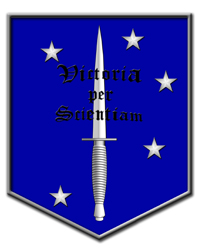
Embleem USMC SO School
Embleem USMC SOC SSI (1989-2015)

## Gebruikers

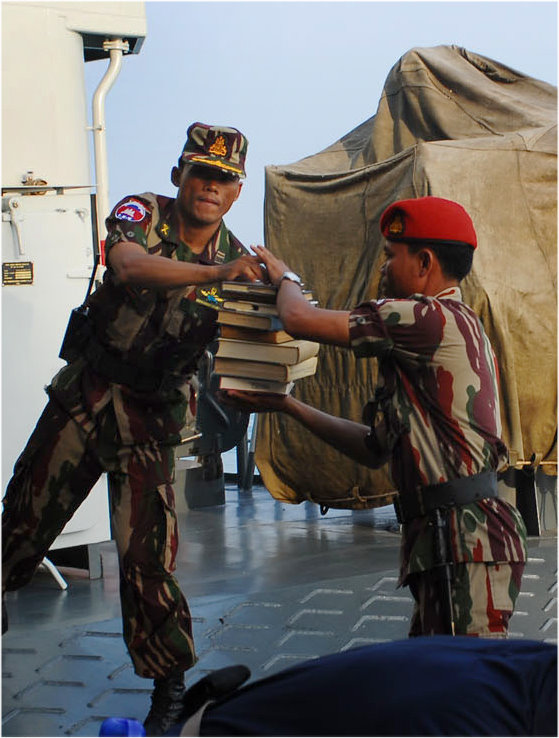
Lid van de Cambodiaanse 911 ParaCommando aan boord van de USS Essex met een F-S commandodolk aan zijn koppel

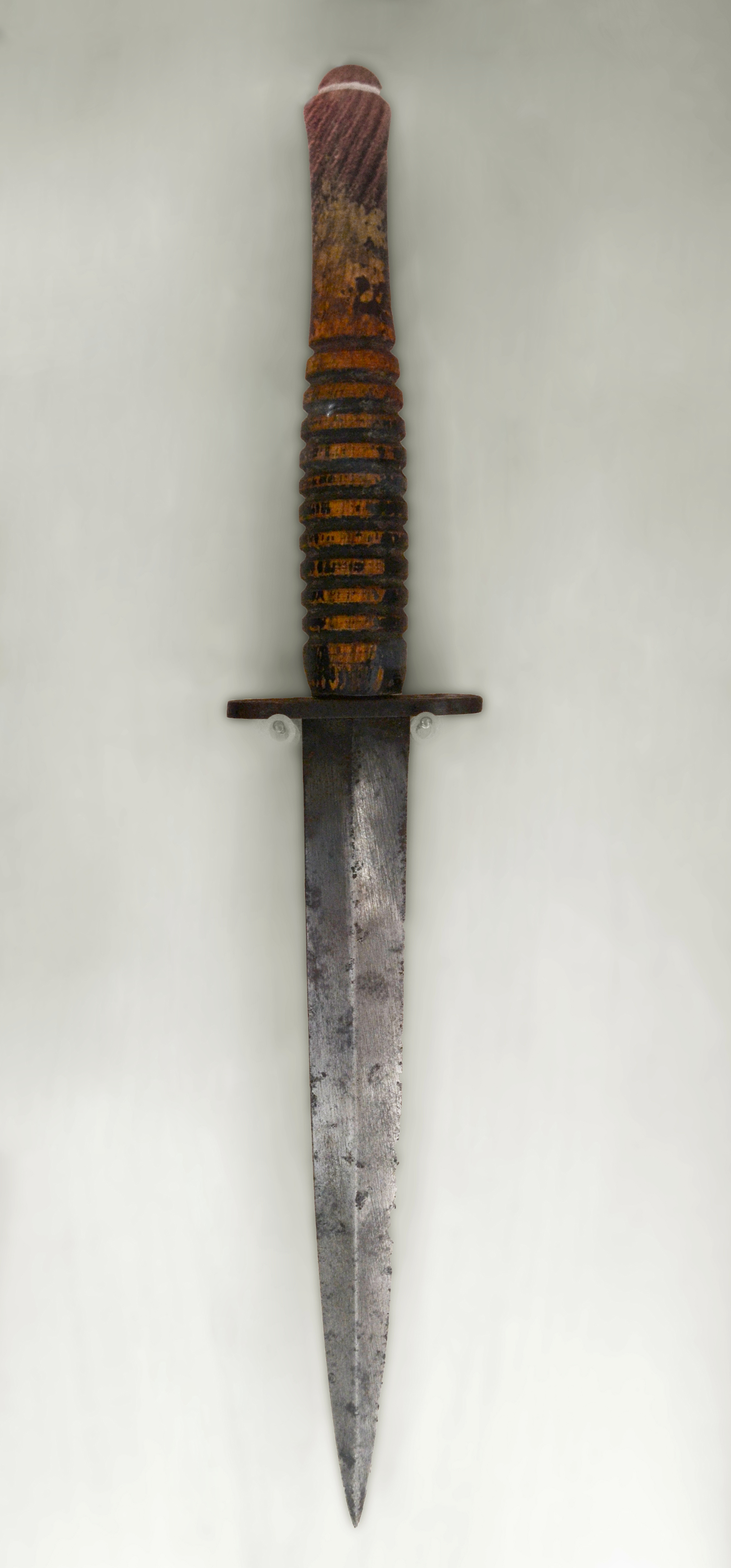
F-S Commandodolk in Fort William Museum (VS)

- België ; No. 4 Balgian Troop No. 10 (Inter-Allied) Commando (WO2)
- Canada
- CAM
- Frankrijk ; Commandos Marine, No. 1 & 8 French Troops No. 10 (Inter-Allied) Commando (WO2)
- Indonesië
- Maleisië
- Nederland ; No. 2 Dutch Troop No. 10 (Inter-Allied) Commando (WO2)
- Noorwegen; No. 5 Norwegian Troop No. 10 (Inter-Allied) Commando (WO2)
- Polen; No. 6 Polish Troop No. 10 (Inter-Allied) Commando (WO2)
- Singapore
- Verenigd Koninkrijk ; Royal Marine Commandos, Army Commandos (WO2)
- Verenigde Staten